# トランス-ジクロロビス(エチレンジアミン)コバルト(III)塩化物
トランス-ジクロロビス(エチレンジアミン)コバルト(III)塩化物（英語: trans-Dichlorobis(ethylenediamine)cobalt(III) chloride）は、[CoCl2(en)2]Cl（en = エチレンジアミン）の化学式を持つ塩である。水に溶ける緑色の反磁性固体であり、カチオン性配位錯体[CoCl2(en)2]+のモノクロリド塩である。この塩の塩化物イオンの一つは容易にイオン交換を起こすが、他の二つの塩化物イオンは金属中心に結合しているため反応性が低い。より安定なシス-ジクロロビス(エチレンジアミン)コバルト(III)塩化物も知られている。

## 合成
この化合物は、酸素の存在下で塩酸中の塩化コバルト(II)とエチレンジアミンを反応させることで合成される。
4 CoCl2 + 8 en + 4 HCl + O2 → 4 trans-[CoCl2(en)2]Cl + 2 H2O
最初の生成物にはHClが含まれており、加熱によって除去される。あるいは、カルボナトビス(エチレンジアミン)コバルト(III)塩化物を10℃で塩酸と反応させても同じ化合物が得られる。
[Co(CO3)(en)2]Cl + 2 HCl → trans-[CoCl2(en)2]Cl + CO2 + H2O

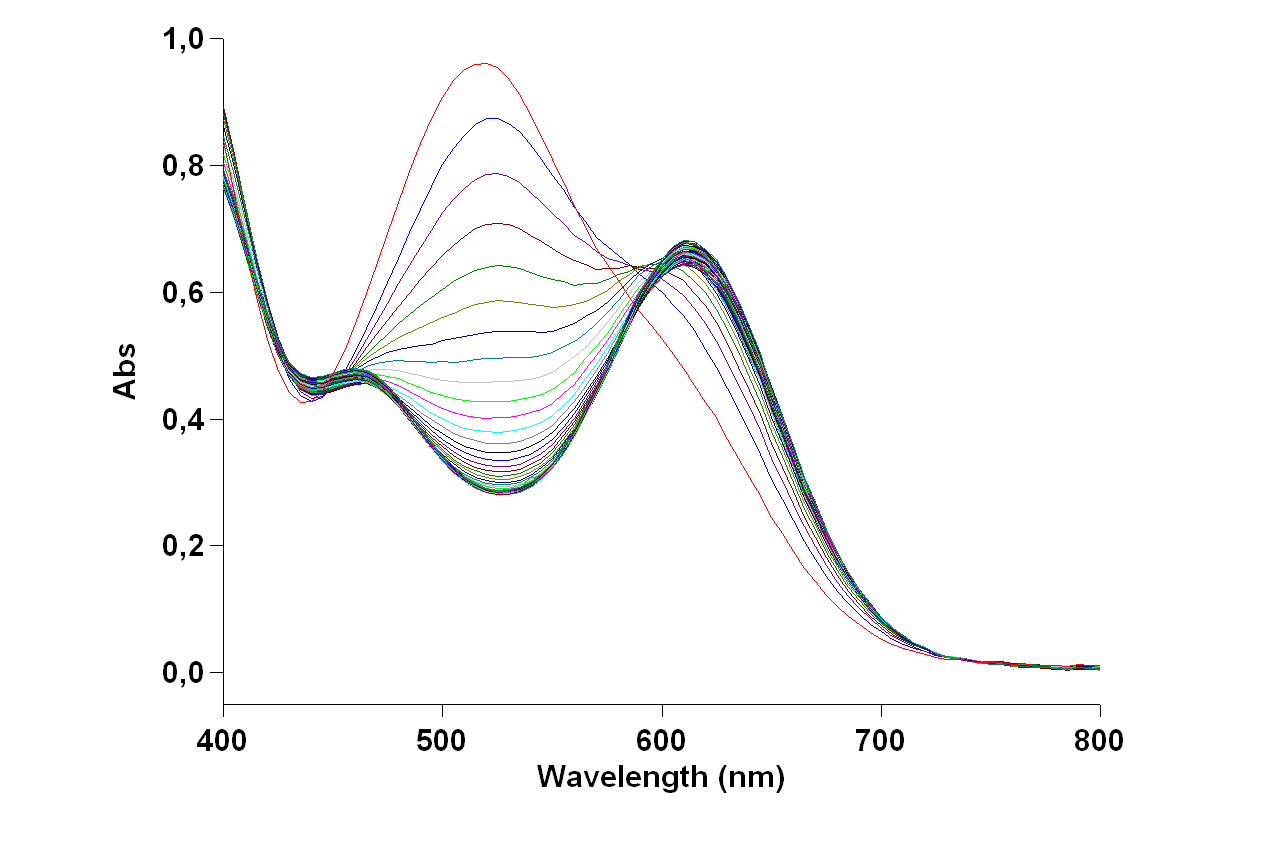
trans-[CoCl_{2}(en)_{2}]^{+}からcis異性体への変換における様々な段階のUV-visスペクトル。

## 関連錯体
この塩は、シス-ジクロロビス(エチレンジアミン)コバルト(III)塩化物よりも溶解性が高い。この異性体対は、配位化学の分野の発展において重要な役割を果たした。キラルなシス異性体は、トランス異性体を加熱することで得られる。ジクロロビス(エチレンジアミン)コバルト(III)の両方の異性体は、立体化学的研究でよく用いられてきた。トランス異性体カチオンは理想化されたD2h点群対称性を持つが、シス異性体カチオンはC2対称性を持つ。
トリス(エチレンジアミン)コバルト(III)塩化物は、ビス(エチレンジアミン)錯体とは対照的に置換反応を起こさない。